# Округ Лавинг (Тексас)
Округ Лавинг (енгл. Loving County) је округ у америчкој савезној држави Тексас. По попису из 2010. године број становника је 82.

## Демографија
Према попису становништва из 2010. у округу је живело 82 становника, што је 15 (22,4%) становника више него 2000. године.
| Група             | 2000.      | 2010.      |
| Белци             | 60 (89,6%) | 60 (73,2%) |
| Афроамериканци    | 0 (0,0%)   | 0 (0,0%)   |
| Азијати           | 0 (0,0%)   | 0 (0,0%)   |
| Хиспаноамериканци | 7 (10,4%)  | 18 (22,0%) |
| Укупно            | 67         | 82         |